# Ovini Uera
Ovini Uera (ur. 18 stycznia 1988) – nauruański judoka. Olimpijczyk z Rio de Janeiro 2016, gdzie zajął dziewiąte miejsce w wadze średniej.
Uczestnik mistrzostw świata w 2015 i 2018. Brązowy medalista mistrzostw Oceanii w 2016 roku.

## Letnie Igrzyska Olimpijskie 2016
| Konkurencja | Eliminacje           | Eliminacje                  | Klas. końcowa |
| Konkurencja | Przeciwnik I         | Przeciwnik II               | Miejsce       |
| ----------- | -------------------- | --------------------------- | ------------- |
| -90 kg      | Renick James (BIZ) Z | Warlam Liparteliani (GEO) P | 9.            |